# Charles-Émile Tissot
Pour les articles homonymes, voir Tissot.
 (juillet 2021).
Charles-Émile Tissot, né le 20 février 1830 à La Ferrière et décédé le 15 mai 1910 au Locle, est un horloger et homme politique suisse membre du Parti radical-démocratique.

## Biographie

### Famille et profession
Charles-Émile Tissot est le fils de l'horloger Charles-Félicien Tissot (1804-1873). Il effectue un apprentissage d'horloger au Locle. Tissot effectue ensuite des stages aux États-Unis jusqu'en 1853. La même année, lui et son père ouvrent un atelier au Locle où ils produisent des montres de gousset avec des pièces étrangères. Charles-Émile Tissot, qui effectue de fréquents déplacements de vente, se voit confier la direction de l'usine horlogère Tissot qui vend ses produits principalement en Russie et aux États-Unis.
Charles-Émile Tissot est marié à Françoise Sophie Amélie Favre avec qui il a deux fils, Charles (1860-1936) et Paul-Edouard (1864-1939). Charles-Émile Tissot, qui cède la direction de l'entreprise à son fils aîné en 1883, décède au Locle en mai 1910 à l'âge de 80 ans.

### Carrière politique
Charles-Émile Tissot, qui participe à la Révolution de 1848, préside les radicaux au Locle. En 1858, Tissot est élu au Conseil général (législatif) du Locle, auquel il appartient sans interruption jusqu'en 1906. En 1865, il est élu au Grand Conseil du canton de Neuchâtel, où il siège jusqu'en 1873 et de 1879 à 1904. Après les élections fédérales de 1881, il fait partie jusqu'en 1899 du Conseil national. Il s'y fait un nom en tant qu'expert sur les questions industrielles, notamment lors des débats sur les lois sur le contrôle des métaux précieux et les contrats commerciaux. Le Conseil fédéral délègue Tissot aux expositions universelles de 1889 à Paris et 1893 à Chicago.
Charles-Émile Tissot, cofondateur de l'école d'horlogerie du Locle en 1868, occupe également le poste d'inspecteur fédéral des écoles d'horlogerie. En 1875, succédant à Auguste Jeanneret Virchaux, il devient président du comité de l’École d’horlogerie. Il occupe ce poste jusqu’en 1889 et contribue à créer la section mécanique. L’Atelier d’horlogerie de l’Hospice du Locle est transférée par la suite dans les locaux du collège Daniel JeanRichard, comme École d'horlogerie.